# 海野碧
海野 碧（うみの あお、1950年 -）は、日本の小説家、推理作家、歌人。

## 経歴
長野県生まれ。高校2年のときに長野県の短歌結社「白夜」に入会（福岡智恵子名義）、現在は幹部同人。専門学校卒業後、1971年、「眩暈」（来島潤子名義）で第14回女流新人賞（中央公論社）受賞。1976年、「海の幸」（来島潤子名義）が、第19回群像新人文学賞で受賞作の村上龍「限りなく透明に近いブルー」に次ぐ優秀作に選ばれた。その後、英語塾講師をしながら文芸誌『群像』で短編小説を数編発表。歌人としても「真昼の縊死」「水半球」の二冊の歌集を出した。
2006年、海野夕凪名義で応募した『水上のパッサカリア』で第10回日本ミステリー文学大賞新人賞を受賞する。以降は海野碧名義で作品を発表している。

## 作品リスト
- 水上のパッサカリア（2007年3月 光文社 / 2009年8月 光文社文庫）
- 迷宮のファンダンゴ（2007年10月 光文社 / 2010年3月 光文社文庫）
- 真夜中のフーガ（2008年10月 光文社 / 2011年5月 光文社文庫）
- アンダードッグ（2009年3月 実業之日本社 / 2012年2月 実業之日本社文庫）
- 篝火草（2010年11月 光文社 / 2013年4月 光文社文庫）
- 漆黒の象（2016年2月 光文社）